# Sheffield Shield 2010/11
Der Sheffield Shield 2010/11 war die 118. Saison des nationalen First-Class-Cricket-Wettbewerbes in Australien. Gewinner war Tasmanien, die somit ihren zweiten Sheffield Shield gewannen.

## Format
Die Mannschaften spielten in einer Division gegen jede andere jeweils zwei Spiele. Für einen Sieg erhielt ein Team zunächst 6 Punkte, für ein Unentschieden (beide Mannschaften erzielen die gleiche Anzahl an Runs) 3 Punkte. Sollte kein Ergebnis erreicht werden und das Spiel in einem Remis enden zählen die Resultate nach dem ersten Innings. Dabei gibt es zwei Punkte für einen Sieg, und einen Punkt im Falle eines Unentschiedens und keinen im Falle einer Niederlage. Sollte das Spiel nach dem zweiten Innings verloren werden, obwohl das erste Innings gewonnen wurde gibt es zwei Punkte. Des Weiteren ist es möglich das Mannschaften Punkte abgezogen bekommen, wenn sie beispielsweise zu langsam spielen oder der Platz nicht ordnungsgemäß hergerichtet ist. Bei Punktgleichheit wird die Platzierung zuerst nach der Anzahl der Siege und anschließend nach dem Quotient der Runs die Pro Wickets benötigt werden und die man selbst pro Wicket erzielt. Am Ende der Saison spielen die beiden Gruppenersten im Finale den Gewinner des Sheffield Shields aus.

## Resultate
Tabelle
Die Tabelle der Saison nahm Ende die nachfolgende Gestalt an.
| Teams             | Sp. | S | N | U | R | LWF | DWF | DTF | DLF | ND | Ded | Punkte | Q     |
| ----------------- | --- | - | - | - | - | --- | --- | --- | --- | -- | --- | ------ | ----- |
| Tasmanien         | 10  | 7 | 1 | 0 | 0 | 1   | 0   | 0   | 0   | 1  | 0   | 44     | 1.287 |
| New South Wales   | 10  | 6 | 2 | 0 | 0 | 0   | 1   | 0   | 1   | 0  | 0   | 38     | 1.355 |
| Queensland        | 10  | 4 | 3 | 0 | 0 | 0   | 1   | 0   | 1   | 1  | 0   | 26     | 1.001 |
| Western Australia | 10  | 3 | 4 | 0 | 0 | 1   | 1   | 0   | 1   | 0  | 0   | 22     | 0.901 |
| Victoria          | 10  | 3 | 4 | 0 | 0 | 0   | 1   | 0   | 2   | 0  | 0   | 20     | 0.014 |
| South Australia   | 10  | 1 | 6 | 0 | 0 | 2   | 1   | 0   | 0   | 0  | 0   | 12     | 0.723 |

### Spiele

#### Oktober
| 8. – 11. Oktober Scorecard | Brisbane | Tasmanien 52-2 (31) | – | Queensland |
|                            |          | Remis               |   |            |

Auf Grund von Regen war am zweiten und dritten Spieltag kein Spiel möglich. Am ersten und vierten war ebenfalls kaum Spiel möglich, so dass das Spiel am vierten Spieltag abgebrochen und als Remis gewertet wurde.
| 10. – 13. Oktober Scorecard | Perth | Victoria 529 (129.3) & 64-2 (13) | – | Western Australia 190 (58.3) & 400 (125.2) (f/o) |
|                             |       | Victoria gewinnt mit 8 Wickets   |   |                                                  |

| 11. – 14. Oktober Scorecard | Adelaide | New South Wales 529-6d (127) & 6-0 (0.5) | – | South Australia 255 (78) & 279 (89) (f/o) |
|                             |          | New South Wales gewinnt mit 10 Wickets   |   |                                           |

| 25. – 28. Oktober Scorecard | Melbourne | Tasmanien 326 (99) & 234 (92.2) | – | Victoria 276 (94.4) & 261 (85) |
|                             |           | Tasmanien gewinnt mit 23 Runs   |   |                                |

| 29. Oktober – 1. November Scorecard | Adelaide | South Australia 452-8d (110) | – | Western Australia 295 (86.5) & 311-6 (102) (f/o) |
|                                     |          | Remis                        |   |                                                  |

| 31. Oktober – 3. November Scorecard | Brisbane | New South Wales 262 (78.4)                            | – | Queensland 75 (29.5) & 96 (33) (f/o) |
|                                     |          | New South Wales gewinnt mit einem Innings und 91 Runs |   |                                      |

#### November
| 10. – 13. November Scorecard | Hobart | Tasmanien 196 (75.2) & 271 (90.3) | – | Queensland 254 (81.4) & 214-2 (75.2) |
|                              |        | Queensland gewinnt mit 8 Wickets  |   |                                      |

| 10. – 13. November Scorecard | Sydney | Victoria 378 (99.4) & 275-8d (82) | – | New South Wales 263 (93.1) & 254-6 (94) |
|                              |        | Remis                             |   |                                         |

| 17. – 20. November Scorecard | Brisbane | South Australia 223 (74.5) & 198 (58.1) | – | Queensland 196 (53.1) & 226-5 (52.2) |
|                              |          | Queensland gewinnt mit 5 Wickets        |   |                                      |

| 17. – 20. November Scorecard | Melbourne | Western Australia 368 (112) & 222-3d (57.1) | – | Victoria 141 (63) & 208 (103.1) |
|                              |           | Western Australia gewinnt mit 241 Runs      |   |                                 |

| 17. – 20. November Scorecard | Sydney | New South Wales 97 (40.2) & 190 (74) | – | Tasmanien 125 (43.4) & 167-9 (52.5) |
|                              |        | Tasmanien gewinnt mit 1 Wicket       |   |                                     |

| 26. – 29. November Scorecard | Hobart | Tasmanien 251 (80.5) & 177 (51)     | – | South Australia 55 (32.5) & 416 (102.2) (f/o) |
|                              |        | South Australia gewinnt mit 43 Runs |   |                                               |

| 26. – 29. November Scorecard | Melbourne | Queensland 300 (109.1) & 190-2d (56) | – | Victoria 152-9d (63.2) & 142-6 (55) |
|                              |           | Remis                                |   |                                     |

| 28. November – 1. Dezember Scorecard | Perth | New South Wales 291 (89.4) & 278 (80) | – | Western Australia 205 (83.1) & 165 (89.2) |
|                                      |       | New South Wales gewinnt mit 199 Runs  |   |                                           |

#### Dezember
| 7. – 10. Dezember Scorecard | Sydney | South Australia 188 (68.5) & 362-9d (111.1) | – | New South Wales 461-8d (148) & 91-2 (23.1) |
|                             |        | New South Wales gewinnt mit 8 Wickets       |   |                                            |

| 10. – 13. Dezember Scorecard | Brisbane | Western Australia 331 (111.4) | – | Queensland 150 (63.5) & 277-7 (111) (f/o) |
|                              |          | Remis                         |   |                                           |

| 17. – 20. Dezember Scorecard | Hobart | Western Australia 108 (31.4) & 255 (92.4) | – | Tasmanien 258 (74.3) & 106-0 (16.3) |
|                              |        | Tasmanien gewinnt mit 10 Wickets          |   |                                     |

| 17. – 20. Dezember Scorecard | Adelaide | South Australia 168 (53.5) & 218 (73.5) | – | Victoria 306 (90.5) & 81-2 (12) |
|                              |          | Victoria gewinnt mit 8 Wickets          |   |                                 |

| 18. – 21. Dezember Scorecard | Sydney | New South Wales 458-9d (139) & 168-3d (45) | – | Queensland 213 (74.3) & 280 (98.1) |
|                              |        | New South Wales gewinnt mit 133 Runs       |   |                                    |

#### Februar
| 10. – 13. Februar Scorecard | Perth | Western Australia 324 (82.2) & 324-9d (105) | – | South Australia 271 (95.3) & 248 (97.5) |
|                             |       | Western Australia gewinnt mit 129 Runs      |   |                                         |

| 11. – 14. Februar Scorecard | Hobart | Victoria 233 (65.4) & 351 (114.4) | – | Tasmanien 266 (98.3) & 319-5 (94.5) |
|                             |        | Tasmanien gewinnt mit 5 Wickets   |   |                                     |

| 18. – 21. Februar Scorecard | Melbourne | New South Wales 416 (126.2) & 296-5d (79) | – | Victoria 263 (80) & 252-4 (89) |
|                             |           | Remis                                     |   |                                |

| 21. – 24. Februar Scorecard | Adelaide | Queensland 347 (89) & 218 (75.2) | – | South Australia 294 (108.3) & 177 (62) |
|                             |          | Queensland gewinnt mit 94 Runs   |   |                                        |

| 21. – 24. Februar Scorecard | Perth | Western Australia 160 (66.1) & 137 (57.3)        | – | Tasmanien 426 (127.5) |
|                             |       | Tasmanien gewinnt mit einem Innings und 129 Runs |   |                       |

#### März
| 3. – 6. März Scorecard | Hobart | New South Wales 74 (36.1) & 209 (72.1)          | – | Tasmanien 353 (105) |
|                        |        | Tasmanien gewinnt mit einem Innings und 70 Runs |   |                     |

| 3. – 6. März Scorecard | Melbourne | Victoria 345 (98.1) & 294-6d (94.3) | – | South Australia 260 (75) & 194 (62.4) |
|                        |           | Victoria gewinnt mit 185 Runs       |   |                                       |

| 3. – 6. März Scorecard | Perth | Queensland 250 (85.4) & 273 (89.4)      | – | Western Australia 397 (165.3) & 127-3 (33) |
|                        |       | Western Australia gewinnt mit 7 Wickets |   |                                            |

| 10. – 13. März Scorecard | Sydney | Western Australia 382 (127.2) & 190 (54.2) | – | New South Wales 322-9d (84.1) & 251-7 (90) |
|                          |        | New South Wales gewinnt mit 3 Wickets      |   |                                            |

| 10. – 13. März Scorecard | Brisbane | Victoria 119 (35.3) & 306 (103.5)               | – | Queensland 428 (122) |
|                          |          | Queensland gewinnt mit einem Innings und 3 Runs |   |                      |

| 10. – 13. März Scorecard | Adelaide | South Australia 298 (115.3) & 198 (82.1) | – | Tasmanien 124 (45) & 373-6 (114.2) |
|                          |          | Tasmanien gewinnt mit 4 Wickets          |   |                                    |

### Finale
| 17. – 21. März Scorecard | Hobart | New South Wales 440 (121.5) & 215-5d (63.5) | – | Tasmanien 453 (178.2) & 203-2 (74) |
|                          |        | Tasmanien gewinnt mit 7 Wickets             |   |                                    |